# Falkendorf (Gemeinde Amaliendorf-Aalfang)
Falkendorf ist eine Ortschaft und eine Katastralgemeinde von Amaliendorf-Aalfang im Bezirk Gmünd im niederösterreichischen Waldviertel mit 39 Einwohnern (Stand 1. Jänner 2024).

## Geografie
Die Rotte liegt südlich der Thayatal Straße an der Landesstraße L8197. Am 1. April 2020 umfasste die Ortschaft 22 Adressen.

## Siedlungsentwicklung
Zum Jahreswechsel 1979/1980 befanden sich in der Katastralgemeinde Falkendorf insgesamt 14 Bauflächen mit 3.963 m² und 8 Gärten auf 871 m², 1989/1990 waren es 13 Bauflächen. 1999/2000 war die Zahl der Bauflächen auf 57 angewachsen und 2009/2010 waren es 24 Gebäude auf 58 Bauflächen.

## Geschichte
Laut Adressbuch von Österreich waren im Jahr 1938 in Falkendorf keine Gewerbetreibenden ansässig. Bis zur Konstituierung der Gemeinde Amaliendorf-Aalfang im Jahr 1968 war der Ort ein Teil der damaligen Gemeinde Aalfang.

## Landwirtschaft
Die Katastralgemeinde ist landwirtschaftlich geprägt. 31 Hektar wurden zum Jahreswechsel 1979/1980 landwirtschaftlich genutzt und 1 Hektar waren forstwirtschaftlich geführte Waldflächen. 1999/2000 wurde auf 21 Hektar Landwirtschaft betrieben und 9 Hektar waren als forstwirtschaftlich genutzte Flächen ausgewiesen. Ende 2018 waren 19 Hektar als landwirtschaftliche Flächen genutzt und Forstwirtschaft wurde auf 811 Hektar betrieben. Die durchschnittliche Bodenklimazahl von Falkendorf beträgt 17,1 (Stand 2010).